# УСТ Степ (Діллінген)
УСТ «Степ» (Українське Спортове Товариство «Степ») — українське спортивне товариство з німецького поселення Діллінген над Дунаєм.
Засноване 30 жовтня 1946 року в українському таборі Люітпольд Касерне (1650 осіб, членів 75)..
Праця секцій:
- волейболу чоловіків — 18 змагань,
- баскетболу — обмежувалася тренуваннями,
- легкої атлетики — 2 змагання, День Фізичної Культури в 1947 р.,
- футболу — розіграно в обласній лізі і товариських 37 матчів,
- настільного тенісу — участь в трьох обласних турнірах,
- шахи — 3 змагання і господар обласних індивідуальних турнірів у 1947 р.,
- лижний спорт — 1 змагання, 5 прогульок і участь в зональних турнірах в 1947 і 1948 рр. та в змаганнях «Лева», на яких Качмар виявився найкращим в норвезькій і альпійській комбінаціях. Під його проводом ланка вишколила 20 молодих лещетарів.